# Lisa-Sophie Kotzan
Lisa-Sophie Kotzan (* 25. Januar 1996 in Berlin) ist eine deutsche Volleyball- und Beachvolleyballspielerin.

## Karriere Halle
Kotzan spielte als Außenangreiferin 2015/16 mit der zweiten Mannschaft des Köpenicker SC und seit 2018 mit der SG Rotation Prenzlauer Berg in der 2. Bundesliga Nord. Ihr Debüt in der ersten Bundesliga gab sie im Alter von 17 Jahren. Mit ihrem Stammverein Rotation Prenzlauer Berg wurde sie mehrmals Deutscher Meister im Juniorenbereich.

## Karriere Beach

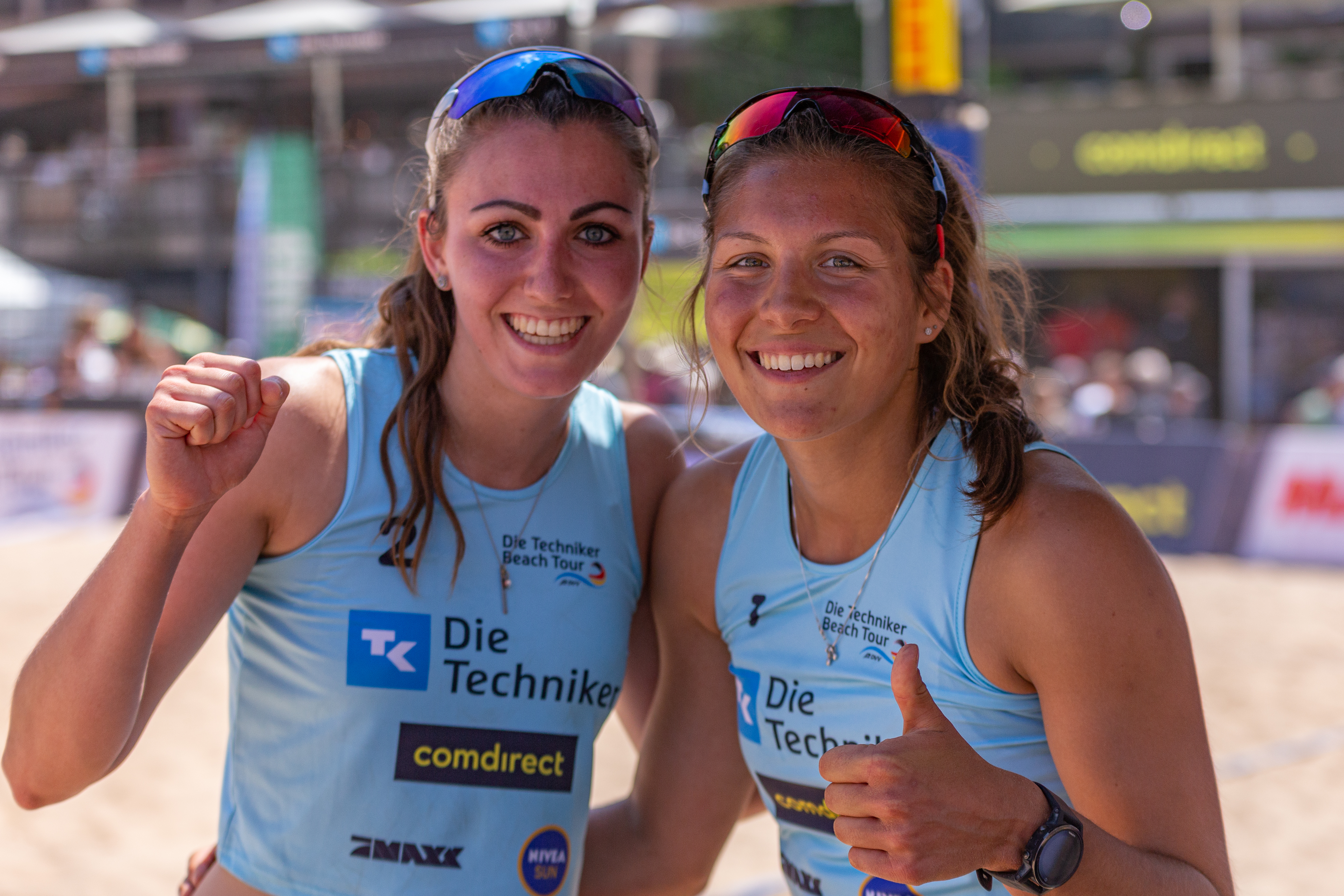
Lisa-Sophie Kotzan und Leonie Klinke bei der Techniker Beach Tour 2019 in Nürnberg

Kotzan spielte seit 2012 auf verschiedenen nationalen Turnieren mit unterschiedlichen Partnerinnen Beachvolleyball. An der Seite von Constanze Bieneck wurde sie 2014 in Kiel deutsche U19-Vizemeisterin. Mit Leonie Klinke spielte Kotzan 2018 auf der FIVB World Tour, auf der nationalen Techniker Beach Tour und bei der deutschen Meisterschaft. Auch 2019 war Klinke ihre Partnerin auf der Techniker Beach Tour. Hier standen Klinke/Kotzan im Finale von Kühlungsborn und erreichten bei der deutschen Meisterschaft den fünften Platz.
2020 spielte Kotzan an der Seite von Natascha Niemczyk. Beim ersten Turnier der Comdirect Beach Tour 2020 in Düsseldorf erspielten sie sich einen Platz bei der deutschen Meisterschaft. Bei den nächsten beiden Turnieren in Düsseldorf und Hamburg durften sie deshalb bei den Top Teams mitspielen. Bei der Meisterschaft in Timmendorfer Strand erreichten sie das Achtelfinale, das sie gegen Anna-Lena Grüne und Kira Walkenhorst verloren. Im Januar 2021 nahm Kotzan mit Hanna-Marie Schieder an der German Beach Trophy in Düsseldorf teil. Auf der German Beach Tour 2021 qualifizierte sich Kotzan an der Seite von Chenoa Christ für die deutsche Meisterschaft, bei der sie sieglos nach der Vorrunde ausschied. Mit Chenoa Christ qualifizierte sich Kotzan auf der German Beach Tour 2022 erneut für die deutsche Meisterschaft, bei der sie Platz sieben erreichte. Mit der Kielerin Lina Hesse erreichte sie bei der deutschen Meisterschaft 2023 Platz neun.
Nach einer Spielpause 2024 überstand Kotzan auf der German Beach Tour 2025 zusammen mit Tabea Schwarz die Qualifikation für das erste Turnier in Düsseldorf, das die beiden nach vier Siegen auch gewannen.